# Snake Bite Love
A Snake Bite Love album a brit Motörhead zenekar 1998-ban megjelent, sorrendben tizennegyedik stúdiólemeze.

## Története
Egymás után a negyedik nagylemez, amelyet Howard Benson producerrel vettek fel, ezúttal nem egy vagy két, hanem több stúdióban is dolgozva. Néhány zenekari próbáról betegség miatt Lemmy hiányzott, és ennek köszönhető, hogy a két nem-énekes Motörhead-tag egy-két fura szerkezetű dalt is összerakott, mint a "Desperate for You" vagy a "Night Side". A címadó "Snake Bite Love" dobsávjai eredetileg egy teljesen más akkordmenetre készültek, amit aztán utólag Phil Campbell gitáros módosított. Fura dalszerkezetei és az igazán emlékezetes témák hiánya miatt a Snake Bite Love nem tartozik a legkedveltebb Motörhead-albumok közé.
A tavaszi lemezbemutató Európa-turnén rögzítették a Motörhead harmadik hivatalos koncertalbumát, ami később Everything Louder than Everyone Else címmel jelent meg.

## Az album dalai
1. "Love for Sale" (Lemmy, Campbell, Dee) – 4:52
2. "Dogs of War" (Lemmy, Campbell, Dee) – 3:38
3. "Snake Bite Love" (Lemmy, Campbell, Dee) – 3:30
4. "Assassin" (Lemmy, Campbell, Dee) – 4:48
5. "Take the Blame" (Lemmy, Campbell, Dee) – 4:03
6. "Dead and Gone" (Lemmy, Campbell, Dee) – 4:18
7. "Night Side" (Lemmy, Campbell, Dee) – 3:37
8. "Don't Lie to Me" (Lemmy) – 3:59
9. "Joy of Labour" (Lemmy, Campbell, Dee) – 4:52
10. "Desperate for You" (Lemmy, Campbell, Dee) – 3:27
11. "Better off Dead" (Lemmy, Campbell, Dee) – 3:42

## Közreműködők
- Ian 'Lemmy' Kilmister – basszusgitár, ének
- Phil Campbell – gitár
- Mikkey Dee – dobok